# Wim Meutstege
Willem Jan „Wim“ Meutstege (* 28. Juli 1952 in Lochem) ist ein niederländischer ehemaliger Fußballspieler. Er war für Excelsior und Sparta aus Rotterdam sowie für den AFC Ajax aus Amsterdam in der Eredivisie aktiv und wurde einmal in der Nationalelf eingesetzt.

## Vereinskarriere
Meutstege spielte als Jugendlicher bei seinem Heimatverein Sportclub Lochem und bis zu seinem 19. Lebensjahr bei den Go Ahead Eagles, wo er zuletzt in der zweiten Mannschaft eingesetzt wurde. 1971 begann er eine Ausbildung an der Rotterdamer Sporthochschule Academie voor Lichamelijke Opvoeding und wechselte als Profi zu Excelsior Rotterdam. Dort machte der rechte Verteidiger in seiner ersten Saison 35 Spiele. Sein erstes Tor in der Eredivisie erzielte er in der folgenden Spielzeit am 20. August 1972. Durch den einzigen Treffer des Spiels, ein Kopfballtor über Pim Doesburg hinweg, gewann Excelsior zum ersten Mal in seiner Geschichte beim Lokalrivalen Sparta. Als Excelsior am Ende der Saison absteigen musste, erhielt Meutstege einen Vertrag bei den Spartanern. Fünf Jahre blieb er bei dem Traditionsverein, ehe er 1978 seinem Trainer Cor Brom zu Ajax Amsterdam folgte. Hier unterschrieb „het professortje“ für drei Jahre. „Der kleine Professor“ wurde er aufgrund seiner wenig harten, gefühlvollen Spielweise genannt. Er selbst beschrieb sie später: „Treten war nicht mein Ding. Ich habe immer Respekt vor anderen Menschen gehabt – auch vor meinen Gegenspielern. Ich musste mich mit meiner Schnelligkeit und meiner Übersicht durchsetzen ... ich spielte den Gegner aus, nahm ihm den Ball ab und passte diesen zu meinen Mitspielern. Die Fans kamen nicht meinetwegen ins Stadion. Aber für die Mannschaft war ich damit ziemlich wertvoll.“
Bei Ajax übernahm Leo Beenhakker 1979 das Traineramt, der eher auf harte Typen in der Abwehr setzte, so im Hinspiel des Europapokal-Halbfinals 1980 bei Nottingham Forest, wo die schlagkräftigen Offensivkräfte Francis, Birtles und Robertson in Schach gehalten werden mussten. Piet Wijnberg erhielt den Vorzug vor Meutstege; Ajax verlor dennoch mit 0:2. Im Rückspiel kehrte Meutstege in die Mannschaft zurück, musste jedoch nach einer Knieverletzung ausgewechselt werden. Obwohl der 28-Jährige noch im September 1980 hoffte, er werde nach der Winterpause wieder spielen können, setzte diese Verletzung nach 272 Spielen mit neun Toren in der Eredivisie den Schlusspunkt hinter seine Fußballerlaufbahn.

### Stationen
- Sportclub Lochem (Jugend)
- Go Ahead Eagles (Jugend)
- SBV Excelsior (1971–73), 67 Spiele (3 Tore) in der Eredivisie
- Sparta Rotterdam (1973–78), 145 (5) in der Eredivisie
- AFC Ajax (1978–80), 60 (1) in der Eredivisie, 12 (0) im Europapokal

## Nationalmannschaft
Dank seiner guten Vorstellungen in der Ehrendivision wurde Meutstege 1974 erstmals in die Junioren-Nationalmannschaft berufen. Mit Jong Oranje spielte er bei der Junioren-EM 1976, wobei er die Aufmerksamkeit von Bondscoach George Knobel auf sich zog. Knobel lud ihn ins Trainingslager der A-Mannschaft ein, die sich in Zeist auf die Europameisterschafts-Endrunde in Jugoslawien vorbereitete. Meutstege sollte dem EM-Kader angehören, konnte jedoch wegen einer bevorstehenden Prüfung an der Sporthochschule nicht mit dem Team fliegen und blieb als Stand-by-Spieler in den Niederlanden.
Nach dem verlorenen Halbfinale gegen die Tschechoslowakei waren jedoch einige Spieler gesperrt oder verletzt, so konnten weder Johan Cruyff noch Johan Neeskens oder Wim van Hanegem spielen. Knobel ließ Meutstege und Kees Kist nach Zagreb nachkommen. Im Spiel um Platz drei gegen die Gastgeber am 19. Juni 1976 wurde er nach der Halbzeitpause für Wim Jansen eingewechselt. Er gehörte danach noch sechsmal zu den „Bankdrückern“ der Oranje Elftal, kam jedoch zu keinem weiteren Einsatz. Der 3:2-Sieg im „kleinen Finale“ von Zagreb blieb Wim Meutsteges einziges Länderspiel.

## Nach der aktiven Zeit
Nach dem Ende der Spielerlaufbahn arbeitete Meutstege als Sportlehrer, PR-Manager eines Sportartikelherstellers, Redaktionsmitglied einer Fernsehsendung, Manager eines Schwimmbads und in der Leitung des Sportzentrums der Universität von Amsterdam. Seit 1990 war er bei der Haager Stadtverwaltung angestellt. Später arbeitete er dreieinhalb Jahre lang als Archivar an der niederländischen Botschaft in Georgien. Nach seiner Rückkehr in die Niederlande arbeitete er für das niederländische Außenministerium; im Februar 2009 war er in der Botschaft im Sudan tätig. Außerdem war er zeitweilig Trainer der zweiten Mannschaft von Excelsior Rotterdam.

## Erfolge
- Niederländischer Meister: 1978/79, 1979/80 (Ajax Amsterdam)
- Niederländischer Pokalsieger: 1978/79 (und Finalist 1979/80, Ajax Amsterdam)
- EM-Dritter 1976 (Niederländische Nationalmannschaft)